# Teatr im. Juliusza Osterwy w Lublinie

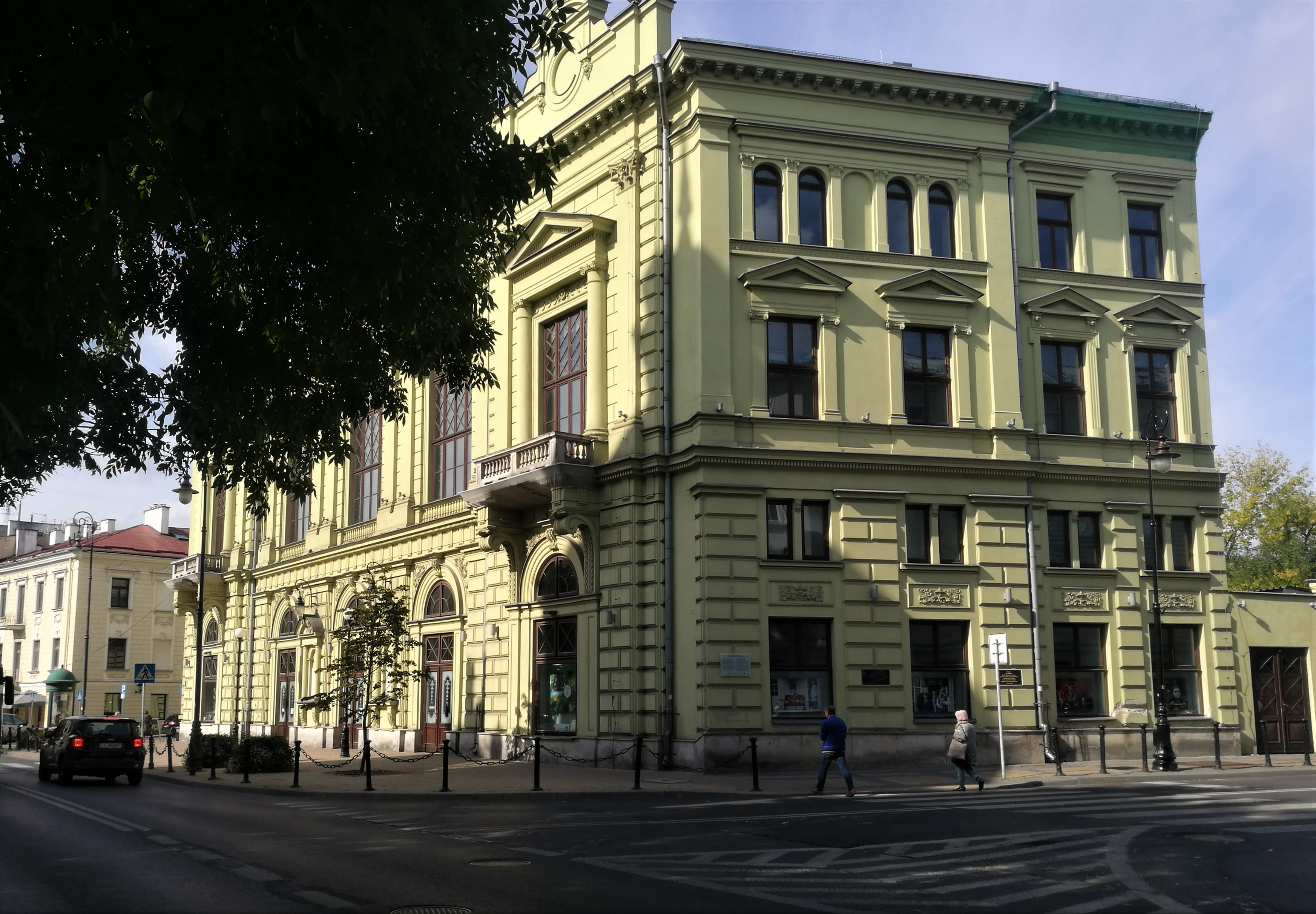
Teatr im. Juliusza Osterwy widziany od strony Placu Wolności

Teatr im. Juliusza Osterwy w Lublinie – jako instytucja w obecnym kształcie został założony w roku 1921 jako Teatr Miejski, posiadający stałą dotację z kasy miejskiej oraz stały zespół (przed II wojną światową angażowany zwyczajowo na okres tylko jednego sezonu). Wcześniej teatr miał charakter impersaryjny (prywatny): w budynku działały różne grupy teatralne wynajmujące lokal od prywatnej spółki na krótkie okresy lub pojedyncze wieczory. W tym trybie na lubelskiej scenie gościnnie występowała m.in.: Helena Modrzejewska (dwukrotnie na początku 1891 roku). Po 1921 roku, za dyrekcji pierwszego stałego dyrektora, którym został Józef Grodnicki, w teatrze występowali także m.in.: Wojciech Brydziński, Stefan Jaracz, Kazimierz Kamiński, Wiktoria Kawecka, Lucyna Messal (Messalka), Bronisław Mierzejewski, Juliusz Osterwa, pianista Artur Rubinstein, Ludwik Solski i Irena Solska. Budynek teatru wpisany jest do rejestru zabytków pod nr A/263 z 10.03.1967

## Historia

### Historia budynku
Budynek teatru został wybudowany w latach 1884–86 jako Teatr Wielki (nazywany tak do 1921 roku) i uroczyście otwarty 6 lutego 1886 roku. Powstał z inicjatywy „Spółki Cywilnej Teatr Lubelski”, zawiązanej przez lubelskich przemysłowców i ziemian. Teatr wybudowano w stylu włoskiego neorenesansu według projektu Karola Kozłowskiego. Jest to reprezentacyjny, elegancki i na tamte czasy bardzo nowoczesny budynek teatralny. Początkowo w teatrze obowiązywał ścisły rozdział widzów ze względu na klasę społeczną: z okazałego westybulu osobne korytarze prowadziły na parter i trzy piętra balkonów widowni, która wówczas mogła pomieścić 671 widzów. Pierwotnie uwagę zwracały (obecnie zachowane jedynie fragmentarycznie) dekoracje wnętrz: loże i portal sceny ozdobione sztukateriami, malowana bordiura sufitu nad widownią, naścienne medaliony z postaciami i godłami sztuk pięknych, malowana olejno kurtyna przedstawiająca widok na Bramę Krakowską w Lublinie, oraz żyrandol gazowy o czterdziestu płomieniach. Pomiędzy sceną i widownią umieszczony był kanał dla orkiestry, na samej scenie zaś zaprojektowano mechaniczną zapadnię (używaną do dziś). Gmach miał służyć nie tylko celom stricte teatralnym, ale szerokiej działalności artystycznej, dlatego też na pierwszym piętrze budynku znalazła się duża, reprezentacyjna sala koncertowa z osobnym systemem garderób i zapleczem, oraz z oknami wysokimi na dwie kondygnacje umiejscowionymi na frontowej ścianie gmachu, a także szereg mniejszych pomieszczeń kameralnych o różnorodnym przeznaczeniu (m.in. palarnia cygar, Sala redutowa, czy Sala kominkowa, czy kawiarnia). Z powodów finansowych budynek wybudowano w wersji uproszczonej pod względem pierwotnego projektu – uproszczono wystrój fasady i wnętrz, oraz zrezygnowano z budowy całego skrzydła administracyjno-technicznego, pierwotnie mającego domykać i uzupełniać bryłę teatru od strony ulicy Kapucyńskiej. Budynek mimo drobnych przebudów i częściowej redukcji wystroju wnętrz, przetrwał w swoim pierwotnym kształcie do dziś, nie został także uszkodzony w czasie II wojny światowej.

### Historia teatru
Początkowo działalność teatru miała charakter impresaryjny. Jego zarządzaniem zajmowali się prywatni przedsiębiorcy, którzy najmowali budynek od miasta. W praktyce oznaczało to częste zmiany dyrekcji, brak stałego zespołu aktorskiego, nieregularności w otwarciu teatru dla publiczności i długie okresy zamknięcia teatru. Gościnnie występowały w nim polskie i zagraniczne wędrowne trupy teatralne, a także przyjeżdżający na specjalne zaproszenie aktorzy i aktorki. Jednocześnie cały czas podejmowano starania stworzenia w teatrze stałego zespołu aktorskiego, a tym samym pełnego usystematyzowania trybu pracy teatru. Ze względu na brak środków finansowych nie było to możliwe aż do 1945 roku. W latach 20. XX wieku funkcję dyrektora Teatru Miejskiego pełnili także: Stanisława Wysocka i Ryszard Wasilewski. To właśnie za ich kadencji w Lublinie po raz pierwszy wystawiono Dziady Adama Mickiewicza.
Lata 30. przyniosły załamanie koniunktury, władze miejskie nie mogły podołać utrzymaniu teatru. Dopiero w 1939 roku udało się reaktywować lokalną scenę, tworząc Lubelsko-Wołyński Teatr im. Juliusza Słowackiego. Rozwój tej instytucji przerwał wybuch II wojny światowej.
Aktorzy, którzy zostali w Lublinie podczas okupacji, po wyzwoleniu miasta w 1944 roku przygotowywali się do reaktywowania w nim teatru. Podczas okupacji wciąż czynny i grający przedstawienia teatr wizytował gubernator Generalnego Gubernatorstwa Hans Frank. W 1945 roku władze powołały do życia Teatr Miejski, którego szefem został Antoni Różycki. W tym czasie na deskach występowały gwiazdy polskiego teatru i filmu (Jerzy Pichelski, Alina Żeliska, Maria Gorczyńska, Irena Malkiewicz, Józef Kondrat, Zygmunt Chmielewski, Jerzy Marr).
W 1949 roku Teatr Miejski został upaństwowiony, wtedy też przybrał imię Juliusza Osterwy. W późniejszym okresie w teatrze występowali m.in.: Zofia Kucówna, Wiesław Michnikowski, Henryk Bąk, Henryk Bista, Jan Machulski, Stanisław Mikulski. Przedstawienia reżyserowali m.in.: Jan Kreczmar, Maria Wiercińska, Jan Maciejowski, Józef Gruda, Helmut Kajzar, Adam Hanuszkiewicz, Jerzy Rakowiecki, Jerzy Goliński, Józef Słotwiński, Jan Świderski, Ignacy Gogolewski, Aleksander Aleksy czy Kazimierz Braun.
Do 31 sierpnia 2020 dyrektorem teatru była Dorota Ignatjew, za której kadencji teatr Osterwy wystawiał eklektyczny repertuar, w którym znajdują się zarówno farsy, jak i klasyka czy ambitny repertuar współczesny. Oprócz adaptacji wielu dzieł polskich i obcych autorów klasycznych (Szekspir, Czechow, bracia Grimm, Molier, i inni), pojawiają się także nowe dramaty współczesnych dramatopisarzy, także powstające na zamówienie Teatru Osterwy (m.in. "Kowboje" Michała Buszewicza).
W 2006 podczas uroczystej gali z okazji 120-lecia Teatru im. Juliusza Osterwy marszałek województwa lubelskiego Edward Wojtas wręczył nadany placówce przez ministra kultury i dziedzictwa narodowego Kazimierza Michała Ujazdowskiego Złoty Medal „Zasłużony Kulturze Gloria Artis”.
W 2019 roku, za dyrekcji Doroty Ignatjew w Teatrze im. Juliusza Osterwy ponownie uruchomiono scenę kameralną, nazwaną "Redutą" na cześć słynnego teatru objazdowego prowadzonego w dwudziestoleciu międzywojennym przez Juliusza Osterwę. Scena mieści się w sali redutowej usytuowanej na I piętrze gmachu teatru i może pomieścić około pięćdziesięciu widzów. Scenę uruchomiono dzięki środkom finansowym pochodzącym wyłącznie ze sprzedaży biletów na spektakle w Teatrze im. J. Osterwy.

## Spektakle w repertuarze (w sezonie 2019–2020)[7]
- Woody Allen, Seks nocy letniej, reż. Paweł Aigner – premiera 29 listopada 2014 (duża scena)
- Michaił Bułhakow, Mistrz i Małgorzata, reż. Artur Tyszkiewicz – premiera 27 czerwca 2014 (duża scena)
- Michał Buszewicz, Kowboje, reż. Anna Smolar – premiera 12 kwietnia 2019 (duża scena)
- Anton Czechow, Trzy siostry, reż. Jędrzej Piaskowski – premiera 9 marca 2018 (duża scena)
- Marc Fayet, Ludzie inteligentni, reż. Grzegorz Chrapkiewicz – premiera 5 listopada 2016 (duża scena)
- Janusz Głowacki, Antygona w Nowym Jorku, reż. Jan Hussakowski – premiera 1 marca 2020 (scena kameralna)
- Johann Wolfgang Goethe, Czemu do ciebie nie piszę (na podstawie Cierpień młodego Wertera), reż. Magda Szpecht i Aleksandra Jakubczak – premiera 2016 (instalacja teatralna)
- Molier, Świętoszek, reż. Remigiusz Brzyk – premiera 8 czerwca 2018 (duża scena)
- Sławomir Mrożek, Emigranci, reż. Franciszek Szumiński – premiera 6 października 2019 (scena kameralna)
- Edmund Niziurski, Sposób na Alcybiadesa, reż. Piotr Ratajczak – premiera 6 października 2017 (duża scena)
- George Orwell, Rok 1984/2081, reż. Radosław B. Maciąg – premiera 2019 (scena kameralna)
- Eliza Orzeszkowa, Nad Niemnem, reż. Jędrzej Piaskowski – premiera 28 czerwca 2020 (duża scena)
- Leon Schiller, Kram z piosenkami. Obrazki śpiewające, reż. Jerzy Jan Połoński – premiera 15 września 2018 (duża scena)
- Tomasz Śpiewak, Bracia Grimm dla dorosłych (na podstawie wyboru baśni Braci Grimm), reż. Remigiusz Brzyk – premiera 27 października 2018 (duża scena)
- William Szekspir, Wieczór Trzech Króli, reż. Łukasz Kos – premiera 6 stycznia 2019 (duża scena)
- Tennessee Williams, Tramwaj zwany pożądaniem, reż. Kuba Kowalski – premiera 26 października 2019 (duża scena)
- Gabriela Zapolska, Ich czworo, reż. Paweł Aigner – premiera 3 stycznia 2020 (duża scena)
- Florian Zeller, Prawda, reż. Paweł Aigner – premiera 30 grudnia 2017 (duża scena)
- Stefan Żeromski, Przedwiośnie. Ćwiczenia z wyobraźni historycznej, reż. Klaudia Hartung-Wójciak i Marta Aksztin – premiera 2017 (instalacja teatralna)

## Dyrektorzy teatru (od 1949 roku)[8]
- Jerzy Ukleja (1952–1954)
- Wiktor Biegański (1954–1955)
- Zdzisław Lorenowicz – dyrektor naczelny i Wanda Laskowska – dyrektorka artystyczna (1955–1958)
- Jerzy Torończyk (1958–1971)
- Kazimierz Braun (1971–1974)
- Antoni Niemczynowski (1975)
- Zbigniew Sztejman (1976–1980)
- Ignacy Gogolewski (1980–1985)
- Andrzej Rozhin (1985–1993)
- Cezary Karpiński (1993–2000)
- Krzysztof Torończyk – dyrektor naczelny i Krzysztof Babicki – dyrektor artystyczny (2000–2016)
- Dorota Ignatjew (2016–2020)
- Redbad Klynstra-Komarnicki – p.o. dyrektora (2020–2021, dyrektor (2021–2025)[9][10]

## Zespół artystyczny (sezon 2019/20[11])
- Tomasz Bielawiec
- Hanka Brulińska
- Michał Czyż
- Jolanta Deszcz-Pudzianowska
- Daniel Dobosz
- Wojciech Dobrowolski
- Włodzimierz Dyła
- Przemysław Gąsiorowicz
- Maciej Grubich
- Justyna Janowska
- Artur Kocięcki
- Witold Kopeć
- Paweł Kos
- Jerzy Kurczuk
- Marta Ledwoń
- Halszka Lehman
- Anna Nowak
- Krzysztof Olchawa
- Edyta Ostojak
- Wojciech Rusin
- Jowita Stępniak
- Marek Szkoda
- Jolanta Rychłowska-Żarnecka
- Daniel Salman
- Nina Skołuba-Uryga
- Magdalena Sztejman-Lipowska
- Magdalena Zabel